# Orizontul pierdut (film din 1973)
Orizontul pierdut (titlul original: în engleză Lost Horizon) este un film muzical fantastic din 1973, regizat de Charles Jarrott și avându-i ca protagoniști pe Peter Finch, Liv Ullmann, Sally Kellerman, George Kennedy, Michael York, Olivia Hussey, Bobby Van, James Shigeta, Charles Boyer și John Gielgud. A fost, de asemenea, ultimul film produs de Ross Hunter. Acest film este un remake al filmului omonim al lui Frank Capra, având un scenariu scris de Larry Kramer. Scenariile ambelor versiuni (cea din 1937 și cea din 1973) au fost adaptate din romanul Orizont pierdut al lui James Hilton.
Lost Horizon a fost criticat aspru la momentul lansării sale în 1973, iar reputația sa nu s-a îmbunătățit de atunci. El a fost selectat pentru includerea în cartea The Fifty Worst Films of All Time, scrisă în colaborare de criticul Michael Medved, și este inclus în cartea The Official Razzie Movie Guide a lui John Wilson, fondatorul premiilor Zmeura de Aur, ca fiind unul dintre cele mai proaste 100 de filme care au fost făcute vreodată. Filmul a fost un eșec financiar, aducând pierderi de aproximativ 51 de milioane de dolari.

## Rezumat
Această versiune muzicală este mult mai apropiată de ecranizarea din 1937 decât de romanul original al lui James Hilton. Ea relatează povestea unui grup de cetățeni occidentali din China, al căror avion a fost deturnat în timpul unei revoluții sângeroase. Aeronava aterizează forțat într-o zonă neexplorată a munților Himalaya, unde pasagerii sunt găsiți de un grup de localnici și conduși la lamaseria Shangri-La. Adăpostită din toate părțile de munți, Shangri-La a devenit în mod miraculos un paradis cu o temperatură blândă în mijlocul unui tărâm al zăpezilor permanente. Condițiile deosebite de viață fac ca localnicii să aibă o sănătate perfectă și să atingă vârste înaintate, menținându-și în același timp un aspect tineresc.
Noii veniți se adaptează rapid, mai ales Richard Conway (Peter Finch), conducătorul grupului. El se îndrăgostește de Catherine (Liv Ullmann), profesoară la școala din Shangri-La. Sally Hughes (Sally Kellerman), fotografă dependentă de droguri, încearcă la început să se sinucidă, dar, în urma sfaturilor oferite de călugării Chang (John Gielgud) și To Len (James Shigeta), reușește să-și găsească liniștea interioară. Inginerul Sam Cornelius (George Kennedy) descoperă aur în apele văii, dar Sally îl convinge să-și folosească abilitățile inginerești pentru a crea un sistem de irigații care să-i ajute pe fermierii din Shangri-La în loc să încerce să valorifice aurul prin contrabandă. Cântărețul și dansatorul Harry Lovett (Bobby Van), un comic de mâna a doua, își descoperă pasiunea de a lucra cu copiii din Shangri-La.
Toată lumea este mulțumită să rămână în paradisul nou descoperit, mai puțin fratele mai mic al lui Conway, George (Michael York). George se îndrăgostește de dansatoarea Maria (Olivia Hussey) și vrea să o ia cu el, atunci când va pleca. Chang îi avertizează pe Richard că Maria a venit în Shangri-La cu 80 de ani mai înainte, când avea vârsta de 20 de ani. Părăsirea văii miraculoase o va face să revină în scurt timp la vârsta ei reală.
Richard este chemat să se întâlnească cu Marele Lama (Charles Boyer), care îl informează că a fost adus acolo pentru a-i succede ca lider al comunității. Totuși, în noaptea în care Marele Lama moare, George și Maria reușesc să-l convingă pe Richard că tot ce i-au spus Marele Lama și Chang este o minciună. Ei îl determină să părăsească valea pentru a se întâlni cu un grup de călăuze ce urma să plece imediat.
Aflat încă în stare de șoc ca urmare a morții Marelui Lama, Richard pleacă fără a-și mai lua rămas bun de la Catherine. La scurtă vreme după plecarea lor, Maria îmbătrânește brusc și moare, iar George se prăbușește, nebun de durere, de pe o creastă înghețată. Richard își continuă singur călătoria și ajunge epuizat într-o misiune de la poalele munților Himalaya. După ce-și reface sănătatea, părăsește misiunea, se întoarce în munți și găsește încă o dată în mod miraculos intrarea în Shangri-La.

## Distribuție
- Peter Finch - Richard Conway
- Liv Ullmann - Catherine
- Sally Kellerman - Sally Hughes
- George Kennedy - Sam Cornelius
- Michael York - George Conway
- Olivia Hussey - Maria
- Bobby Van - Harry Lovett
- James Shigeta - fratele To-Lenn
- Charles Boyer - Marele Lama
- John Gielgud - Chang
- Kent Smith - Bill Fergunson
- John Van Dreelen - dr. Verden
- Larry Duran - pilotul asiatic
- Miiko Taka - asistenta medicală
- Tybee Brascia - dansatoare
- Neil John - el-însuși
- Hedley Mattingly - col. Rawley
- Virginia Ann Lee - ea-însăși
- Paul Delucca - șerif (ca Paul De Lucca)

## Receptare critică
Lost Horizon este considerat unul dintre ultimele eșecuri muzicale de la sfârșitul anilor 1960 și începutul anilor 1970, precum și ultimul film muzical lansat la un număr redus de cinematografe după succesul filmului Sunetul muzicii. Încercările de a actualiza ideea paradisului Shangri-La, păstrând neschimbate inegalitățile sale rasiale, cuplate cu cântece de modă veche, i-au pecetluit soarta, potrivit opiniei lui Pauline Kael, critic de film la The New Yorker. Ea a remarcat faptul că Shangri-La a fost descris ca fiind: 
 o utopie geriatrică pentru clasa de mijloc [unde] ... puteți trăi nelimitat lenevind și făcând mici treburi timp de sute de ani ... orientalii stau la locurile lor și nu sunt negri ... printre rezidenți. Nu există probabil nici o modalitate de a regândi acest material fără a-l arunca cu totul. 
Roger Ebert de la Chicago Sun-Times a dat filmului o stea din patru și a scris că filmul „se scufundă cu totul în cursul unei serii a celor mai neprofesioniste și mai stângace numere de dans pe care le-am văzut vreodată”. Gene Siskel de la Chicago Tribune a acordat, de asemenea, o stea din patru și a scris că „Nimic nu are efect. Nici versurile, nici decorurile, nici dansul, nici scenariul și - cu toate acestea împotriva lor - nici actorii”. Vincent Canby de la The New York Times a numit filmul „un produs de cofetărie mare și rânced”, care avea un „aspect surprinzător de ieftin”, în ciuda bugetului său mare. Charles Champlin de la Los Angeles Times a scris că filmul părea „ieftin și jenant” și a descris piesele muzicale ca fiind „mecanice și neinteresante”. Gary Arnold de la The Washington Post a scris că muzica „nu lasă aproape nici o impresie și cu siguranță nu una care să semene cu o impresie plăcută”, adăugând: „Chiar dacă cântecele te-ar fi făcut să dansezi cu bucurie, ai fi dansat singur. Cu excepția lui Bobby Van, un fel de Donald O'Connor al celor săraci, membrii distribuției nu au nicio aptitudine pentru a cânta și a dansa”.
După proiecții de previzualizare primite cu batjocură, Columbia Pictures a încercat să reediteze filmul, dar fără nici un folos. Criticul John Simon a remarcat că „trebuie să fi ajuns mai degrabă la gunoi decât în cutiile de film”. Lost Horizon a fost un astfel de eșec la box-office că filmul și-a câștigat ulterior porecla „Lost Investment”. Bette Midler a făcut aluzie la el ca „Lost Her-Reason” și a spus că „nu mi-e dor de un musical cu Liv Ullmann”. Woody Allen a glumit: „Dacă aș putea să-mi trăiesc din nou viața, nu aș schimba nimic ... cu excepția faptului că am văzut versiunea muzicală a filmului Lost Horizon”.
Filmul a fost selectat pentru includerea în cartea The Fifty Worst Films of All Time, scrisă de mai mulți autori, printre care și criticul Michael Medved. Filmul este inclus în cartea The Official Razzie Movie Guide a lui John Wilson, fondatorul premiilor Zmeura de Aur, ca fiind unul dintre cele mai proaste 100 de filme care au fost făcute vreodată.
Cu toate acestea, vedeta de cinema Peter Finch a spus că i-a plăcut să joace în acest film.

## Scenariu
Larry Kramer a recunoscut public că nu este foarte mândru de munca pe care a făcut-o prin adaptarea scenariului filmului original. Cu toate acestea, activitatea sa de scenarist - încununată cu o nominalizare la Oscar pentru scenariul filmului Women in Love - combinată cu investițiile financiare calificate, au făcut posibil ca el să-și trăiască restul vieții fără a mai avea preocupări materiale. În acest sens, acest film i-a permis lui Kramer să-și dedice ulterior timpul pentru activismul în favoarea comunității homosexuale și pentru scrierea unei literaturi militante (de exemplu, piesa despre SIDA The Normal Heart).

## Coloana sonoră
În autobiografia sa din 2013, Burt Bacharach afirmă că Lost Horizon a fost foarte aproape să-i încheie cariera muzicală. El a afirmat că melodiile aveau succes atunci când erau cântate separat, dar nu în contextul filmului. Parteneriatul Bacharach-David, care a fost lung și plin de succes reușit din punct de vedere critic și financiar, a luat sfârșit în mod efectiv în timpul când au compus coloana sonoră a acestui film. Bacharach a considerat că producătorii sancționau părțile slabe ale muzicii sale și a încercat să exercite o mai mare influență asupra compozițiilor. Ca urmare, compania de postproducție Todd-AO i-a interzis să participe la montarea filmului. Bacharach a simțit că a fost lăsat să-și apere singur poziția și că Hal David nu l-a susținut suficient. Această situație a determinat declanșarea unor procese juridice, care au distrus relația lor profesională. Propria viziune a lui Bacharach asupra muzicii a fost prezentată mai târziu în albumul Living Together (1974).
Dintre actorii principali, doar Sally Kellerman, Bobby Van și James Shigeta și-au cântat singuri părțile muzicale. George Kennedy a fost instruit în plan muzical de Bacharach, dar nu a fost folosit ca interpret vocal în filmul final. Vocile actorilor Olivia Hussey, Peter Finch și Liv Ullmann au fost dublate de Andra Willis, Jerry Whitman și, respectiv, Diana Lee. Unii dintre copiii care au dublat vocile copiilor din Shangri-La au fost Alison Freebairn-Smith, Pamelyn Ferdin (o actriță copil populară în anii 1960 și 1970, care a fost vocea originală a lui Lucy Van Pelt în serialul animat de televiziune Peanuts), Harry Blackstone III, David Joyce și Jennifer Hicklin.
Coloana sonoră a avut parte de mai mult succes decât filmul, atingând poziția # 56 în topul Billboard 200. Au fost lansate single-uri de succes atât cu melodia omonimă, interpretată de Shawn Phillips, cat și cu cântecul „Living Together, Growing Together”, interpretat de grupul The 5th Dimension, acesta din urmă fiind ultimul hit al trupei în topul 40 Billboard. Cântecul „Things I Will Not Miss” a fost interpretat de Diana Ross și Marvin Gaye în timpul sesiunilor de înregistrare pentru albumul Diana and Marvin (1973). Tony Bennett a înregistrat cântecele „Living Together, Growing Together” și „If I Could Go Back” pentru MGM/Verve. Richard Harris a cântat „If I Could Go Back” în aranjamentul muzical original realizat pentru film în emisiune specială de televiziune Burt Bacharach in Shangri-La (1973). Bacharach a reluat ulterior „Living Together, Growing Together” pentru albumul omonim din 1974, rescriind versul de început ca un pasaj de legătură în interiorul cântecului.

## Cântece
- „Lost Horizon” (cântat de Shawn Phillips în timpul genericelor de început și sfârșit)
- „Share the Joy” (Maria)
- „The World Is a Circle” (Catherine, Harry și copiii)
- „Living Together, Growing Together” (To Len și ceilalți)
- „I Might Frighten Her Away” (Richard și Catherine)
- „The Things I Will Not Miss” (Sally și Maria)
- „If I Could Go Back” (Richard)
- „Where Knowledge Ends (Faith Begins)” (Catherine)
- „Reflections” (Sally)
- „Question Me an Answer” (Harry și copiii)
- „I Come to You” (Richard)

O mare parte a muzicii filmului a fost eliminată după lansarea limitată a filmului în cinematografele americane. Secțiunile de dans care acompaniau cântecul „Living Together, Growing Together” au fost eliminate, iar melodiile „If I Could Go Back”, „Where Knowledge Ends (Faith Begins)” și „I Come to You” au fost tăiate, dar restaurate pentru versiunea pe laserdisc a filmul. Toate melodiile apar pe LP-ul și CD-ul cu coloana sonoră. Conform notei de pe versiunea lansată pe laserdisc, Kellerman și Kennedy au avut o repriză de interpretare a cântecului „Living Together, Growing Together”, care a fost, de asemenea, pierdută.

## Lansarea pe DVD
La 11 octombrie 2011 Columbia Classics, unitatea de producție la cerere a companiei Sony Pictures Home Entertainment, a lansat o versiune complet restaurată a filmului pe DVD în Regiunea 1, care a reintrodus toate secvențele tăiate după lansarea limitată în cinematografele americane. DVD-ul conține, de asemenea, elemente suplimentare, inclusiv reclame promoționale în care apare producătorul Ross Hunter, precum și demo-urile originale ale pieselor interpretate de compozitorul Burt Bacharach. Unele dintre aceste demo-uri conțin versuri diferite ale lui Hal David de cele din versiunea finală a filmului.
Pe 11 decembrie 2012 Screen Archives Entertainment (Twilight Time) a lansat o versiune Blu-ray exclusivă a filmului, cu o coloană sonoră fără pierderi 5.1 și o muzică interpretată separat.

## Legături externe
- Lost Horizon la Internet Movie Database
- www.LostHorizon.org Arhivat în 3 martie 2016, la Wayback Machine. information about the book, movie, and real life Shangri-Las.
- Film Threat -Truth In Entertainment Modern critical commentary on the film.